# UNESCO - Premio internazionale sulla libertà di stampa "Guillermo Cano"
Il Premio internazionale UNESCO "Guillermo Cano" per la libertà di stampa è stato creato nel 1997, e viene assegnato ad una persona, organizzazione o istituzione che ha dato un contributo eccezionale alla difesa e alla promozione della libertà di stampa in qualsiasi parte del mondo, ma specialmente nei luoghi in cui c'è un forte pericolo per l'incolumità dei giornalisti e delle giornaliste.
Il premio del valore di 25.000 dollari viene assegnato ogni anno in occasione della Giornata mondiale della libertà di stampa, il 3 maggio.
Il premio è intitolato al giornalista Guillermo Cano Isaza, direttore responsabile del quotidiano colombiano El Espectador, assassinato a Bogotà il 17 dicembre 1986. Cano aveva condotto diverse inchieste sui potenti cartelli della droga del paese.
Ogni anno una giuria indipendente di sei professionisti dell'informazione nominati motu proprio dal Direttore Generale dell'UNESCO seleziona un vincitore tra le numerose candidature presentate da organizzazioni non governative che operano nel campo della libertà di stampa e dagli Stati membri dell'UNESCO. La giuria resta in carica per un periodo di tre anni, rinnovabile una volta.
La giornalista italiana antimafia Marilù Mastrogiovanni è la presidente della giuria nel triennio 2021-23. Altri membri della Giuria sono:
- Wendy Funes (Honduras), giornalista investigativa;
- David Dembele (Mali), caporedattore del Depêche du Mali/L'Investigateur;
- Hamid Mir (Pakistan), direttore esecutivo di Geo Television Pakistan;
- Alfred Lela (Albania), analista politico su News 24 e fondatore e direttore di Politiko;
- Zainab Salbi (Iraq), Come giornalista, ha creato e condotto diversi spettacoli tra cui: #MeToo, Now What? su PBS (2018)

## Vincitori del premio
| Anno | Destinatario                            | Nazione                    |
| ---- | --------------------------------------- | -------------------------- |
| 2022 | Associazione dei giornalisti bielorussi | Bielorussia                |
| 2021 | Maria Ressa                             | Filippine                  |
| 2020 | Jineth Bedoya Lima                      | Colombia                   |
| 2019 | Kyaw Soe Oo & Wa Lone                   | Birmania                   |
| 2018 | Mahmoud Abu Zeid                        | Egitto                     |
| 2017 | Dawit Isaak                             | Svezia/Eritrea             |
| 2016 | Xədicə İsmayılova                       | Azerbaigian                |
| 2015 | Mazen Darwish                           | Siria                      |
| 2014 | Ahmet Şık                               | Turchia                    |
| 2013 | Reeyot Alemu                            | Etiopia                    |
| 2012 | Eynulla Fatullayev                      | Azerbaigian                |
| 2011 | Ahmad Zeidabadi                         | Iran                       |
| 2010 | Mónica González Mujica                  | Chile                      |
| 2009 | Lasantha Wickrematunge                  | Sri Lanka (premio postumo) |
| 2008 | Lydia Cacho Ribeiro                     | Messico                    |
| 2007 | Anna Politkovskaja                      | Russia (premio postumo)    |
| 2006 | May Chidiac                             | Libano                     |
| 2005 | Cheng Yizhong                           | Cina                       |
| 2004 | Raul Rivero                             | Cuba                       |
| 2003 | Amira Hass                              | Israele                    |
| 2002 | Geoffrey Nyarota                        | Zimbabwe                   |
| 2001 | Win Tin                                 | Birmania                   |
| 2000 | Nizar Nayyouf                           | Siria                      |
| 1999 | Jesús Blancornelas                      | Messico                    |
| 1998 | Christina Anyanwu                       | Nigeria                    |
| 1997 | Gao Yu                                  | Cina                       |